# De Moivreova formula
De Moivreova fórmula [dé muávrova ~] (tudi Moivreova ~) je v matematiki formula, po kateri za vsako kompleksno število (in posebej za vsako realno število) x in za vsako celo število n velja:
{\displaystyle \left(\cos x+i\sin x\right)^{n}=\cos \left(nx\right)+i\sin \left(nx\right)\!\,.}
Imenuje se po francoskem matematiku Abrahamu de Moivreu, Newtonovem prijatelju, ki jo je odkril leta 1707 in objavil leta 1722. Današnjo obliko ji je dal Leonhard Euler. Pomembna je zato, ker povezuje kompleksna števila (i je imaginarna enota) in trigonometrične funkcije. Izraz
{\displaystyle \cos x+i\sin x\!\,}
včasih označijo kot
{\displaystyle \operatorname {cis} \,x\!\,.}
Če razvijemo levo stran in primerjamo realne in imaginarne člene, lahko dobimo uporabne izraze za cos(nx) in sin(nx), izražene s cos(x) in sin(x). S formulo lahko najdemo eksplicitne izraze za n-te korene enote, oziroma kompleksna števila z, za katera velja zn = 1.

## Izpeljava
Čeprav je bila formula prej dokazana, se lahko preprosto izpelje iz Eulerjeve formule:
{\displaystyle e^{ix}=\cos x+i\sin x\!\,}
in pravil za množenje ali potenciranje eksponentne funkcije:
{\displaystyle e^{x}e^{y}=e^{x+y}\!\,,}
{\displaystyle \left(e^{ix}\right)^{n}=e^{inx}\!\,.}
Po Eulerjevi formuli potem sledi: 
{\displaystyle e^{i(nx)}=\cos(nx)+i\sin(nx)\!\,.}

## Dokaz s popolno indukcijo
Obravnavamo tri primere.
Za n > 0 nadaljujemo s popolno indukcijo. Ko je n = 1, rezultat velja. Predpostavimo, da velja tudi za kakšen pozitivni celi k:
{\displaystyle \left(\cos x+i\sin x\right)^{k}=\cos \left(kx\right)+i\sin \left(kx\right)\!\,.}
Sedaj pogledamo primer za n = k + 1:
{\displaystyle {\begin{alignedat}{2}\left(\cos x+i\sin x\right)^{k+1}&=\left(\cos x+i\sin x\right)^{k}\left(\cos x+i\sin x\right)\\&=\left[\cos \left(kx\right)+i\sin \left(kx\right)\right]\left(\cos x+i\sin x\right)\qquad {\mbox{(po indukcijski predpostavki)}}\\&=\cos \left(kx\right)\cos x-\sin \left(kx\right)\sin x+i\left[\cos \left(kx\right)\sin x+\sin \left(kx\right)\cos x\right]\\&=\cos \left[\left(k+1\right)x\right]+i\sin \left[\left(k+1\right)x\right]\qquad \mathrm {(po\,trigonometri{\check {c}}nih\,enakostih)} \end{alignedat}}}
Vidimo, da rezultat velja za n = k + 1, če velja za n = k. Po načelu popolne indukcije sledi, da rezultat velja za vsa pozitivna cela števila n ≥ 1.
Kadar je n = 0, formula velja, saj je {\displaystyle \cos(0x)+i\sin(0x)=1+i0=1} in (po dogovoru) {\displaystyle z^{0}=1}.
Za n < 0 obravnavamo takšen pozitivni celi m, da je n = −m. Tako je:
{\displaystyle {\begin{alignedat}{2}\left(\cos x+i\sin x\right)^{n}&=\left(\cos x+i\sin x\right)^{-m}\\&={\frac {1}{\left(\cos x+i\sin x\right)^{m}}}\\&={\frac {1}{\left(\cos mx+i\sin mx\right)}}\\&=\cos \left(mx\right)-i\sin \left(mx\right)\\&=\cos \left(-mx\right)+i\sin \left(-mx\right)\\&=\cos \left(nx\right)+i\sin \left(nx\right).\end{alignedat}}}
De Moivreov izrek tako velja za vse celoštevilske vrednosti n.

## Posplošitev
Formula velja tudi splošnejše: če sta {\displaystyle z} in {\displaystyle w} kompleksni števili, potem lahko funkcija: 
{\displaystyle \left(\cos z+i\sin z\right)^{w}\!\,}
zavzame več vrednosti, funkcija:
{\displaystyle \cos(wz)+i\sin(wz)\,}
pa ne. Vidimo, da je
{\displaystyle \cos(wz)+i\sin(wz)\,}      ena vrednost od     {\displaystyle \left(\cos z+i\sin z\right)^{w}\,}.

## Uporaba
S formulo lahko najdemo n-te korene kompleksnega števila. Če je {\displaystyle z} kompleksno število, zapisano v polarni obliki kot:
{\displaystyle z=r\left(\cos x+i\sin x\right)\!\,,}
potem velja: 
{\displaystyle {\begin{aligned}z^{1/n}&=\left[r\left(\cos x+i\sin x\right)\right]^{1/n}\\&=r^{1/n}\left[\cos \left({\frac {x+2k\pi }{n}}\right)+i\sin \left({\frac {x+2k\pi }{n}}\right)\right]\!\,,\end{aligned}}}
kjer je {\displaystyle k} celo število. Da dobimo n različnih korenov {\displaystyle z}, moramo za {\displaystyle k} upoštevati le vrednosti od {\displaystyle 0} do {\displaystyle n-1}.